# Billion Dollar Babies
Pour l’article homonyme, voir Billion Dollar Babies (chanson).
Albums de Alice Cooper
School's Out
(1972) Muscle of Love
(1973)
Singles
1. Elected
Sortie : 6 septembre 1972
2. Hello Hooray
Sortie : 3 janvier 1973
3. No More Mr. Nice Guy
Sortie : 27 février 1973
4. Billion Dollar Babies
Sortie : 11 juillet 1973

Billion Dollar Babies est le sixième album studio du groupe américain Alice Cooper. Il est sorti le 27 février 1973 sur le label Warner Bros. Records et a été produit par Bob Ezrin.
L'album est devenu un succès d'édition d'Alice Cooper à cette époque lors de sa sortie, classé en tête dans les charts britanniques et américains, et a été certifié disque de platine par la RIAA. L'album a largement été salué par des critiques tels que Robert Christgau, Greg Prato de AllMusic, et Jason Thompson de PopMatters, mais Rolling Stone a noté l'album seulement 2,5 étoiles sur 5.
Billion Dollar Babies fut aussi le nom du groupe fondé par Michael Bruce, Mike Marconi, Dennis Dunaway, Bob Dolin et Neal Smith après leur séparation d'Alice Cooper en 1974. Le groupe a été impliqué dans une action en justice pour l'usage de ce nom. Ils ne sortiront qu'un seul album en 1977 Battleaxe avant de se séparer.
Le groupe Megadeth reprendra le titre No More Mr. Nice Guy pour la bande-son du film Shocker, le titre figure sur l'album Hidden Treasures sorti en 1995.

## Enregistrement et production
Dans une interview, le batteur Neal Smith a dit que la trame de l'album remonte à l'origine de la chanson Caught in a Dream de l'album Love It to Death sorti en 1971. À l'époque, le groupe prédisait ce qu'allait être son futur et Billion Dollar Babies fut la confirmation de cette prédiction. De l'époque où personne ne misait le moindre penny sur eux jusqu'à cet album qui fut l'une des plus grosses ventes à l'époque.
Les premières sessions d'enregistrements pour l'album eurent lieu dès le mois d'août 1972 à Greenwich dans le Connecticut dans un manoir nommé au départ Galesi Estate mais qui fut rebaptisé "The Cooper Mansion". Pour arriver à certains sons et échos, plusieurs micros ont été placés dans des pièces de différentes tailles.
D'autres séances eurent lieu en décembre aux studios Morgan à Londres, où le musicien Donovan a contribué à l'album en faisant les chœurs sur le titre Billion Dollar Babies. Les touches finales de l'enregistrement se feront à New York aux Record Plant Studios en décembre 72 et janvier 1973. L'album a été produit par Bob Ezrin pour Nimbus 9 Productions.
Les guitaristes Michael Bruce et Glen Buxton ont utilisé des guitares Gibson SG pour enregistrer l'album. Deux autres guitaristes, Dick Wagner et Steve Hunter furent aussi présents sur l'album pour épauler Glen Buxton qui, à cette époque, souffrait de toxicomanie.

## Thèmes des paroles
Alice Cooper, qui écrivit la majorité des textes de l'album, cita Chuck Berry comme une influence majeure sur son écriture. "Hello Horray", le titre d'ouverture de l'album fut écrit par l'auteur-compositeur-interprète canadien Rolf Kempf et fut déjà enregistré par Judy Collins. Le groupe a voulu que leur version de la chanson résonna comme "Alice Cooper meets Cabaret". La troisième piste de l'album, "Elected", est une réécriture d'une ancienne chanson du groupe intitulée "Reflected" et publiée sur leur premier album "Pretties for You" en 1969. La chanson titre de l'album a été coécrite par Reggie Vinson, qui avait déjà joué de la guitare et chanté les chœurs pour l'album School's Out. Donovan décrit la chanson comme "une chanson d'histoire d'horreur" (horror story song). L'album se clôture sur le titre "I Love the Dead", une chanson ironique à propos de la nécrophilie.

## Réception de l'album
L'album fut immédiatement un succès et atteignit la première place des charts américains, anglais et hollandais. Les quatre singles tirés de l'album, "Elected" (#26), "Hello, Hooray" (#35), "No More Mr. Nice Guy (#25) et "Billion dollar Babies" (#57) se classèrent tous dans les charts américains du Billboard Hot 100. Un mois après sa sortie, le groupe se verra remettre un disque d'or (500 000 éxemplaires vendus) aux USA. En 1986, l'album sera certifié disque de platine.

## Tournée
Après la sortie de l'album, le groupe entama une tournée qui a battu les records des guichets américains, record tenu auparavant par The Rolling Stones, soixante-quatre concerts programmés dans cinquante-neuf villes en quatre-vingt-dix jours. Les recettes de la tournée étaient prévues à 20 millions de dollars mais les revenus ont seulement atteint 4 millions de dollars.

## Liste des titres

### Face 1
| No | Titre                 | Auteur                                                       | Durée |
| -- | --------------------- | ------------------------------------------------------------ | ----- |
| 1. | Hello Hooray          | Rolf Kempf                                                   | 4:15  |
| 2. | Raped and Freezin     | Alice Cooper, Michael Bruce                                  | 3:19  |
| 3. | Elected               | Alice Cooper, Bruce, Glen Buxton, Dennis Dunaway, Neal Smith | 4:05  |
| 4. | Billion Dollar Babies | Alice Cooper, Bruce, R.Reggie                                | 3:43  |
| 5. | Unfinished Sweet      | Alice Cooper, Bruce, Smith                                   | 6:18  |

### Face 2
| No  | Titre                | Auteur                                      | Durée |
| --- | -------------------- | ------------------------------------------- | ----- |
| 6.  | No More Mr. Nice Guy | Alice Cooper, Bruce                         | 3:06  |
| 7.  | Generation Landslide | Alice Cooper, Bruce, Buxton, Dunaway, Smith | 4:31  |
| 8.  | Sick Things          | Alice Cooper, Bruce, Bob Ezrin              | 4:18  |
| 9.  | Mary Ann             | Alice Cooper, Bruce                         | 2:21  |
| 10. | I Love the Dead      | Alice Cooper, Ezrin                         | 5:09  |

### Édition Deluxe (2001)
| No | Titre                        | Auteur                                | Durée |
| -- | ---------------------------- | ------------------------------------- | ----- |
| 1. | Hello Hooray (live)          | Rolf Kempf                            | 3:04  |
| 2. | Billion Dollar Babies (live) | Cooper, Bruce, Smith                  | 3:47  |
| 3. | Elected (live)               | Cooper, Bruce, Buxton, Dunaway, Smith | 2:28  |
| 4. | I'm Eighteen (live)          | Cooper, Bruce, Buxton, Dunaway, Smith | 4:50  |
| 5. | Raped and Freezin' (live)    | Cooper, Bruce                         | 3:14  |
| 6. | No More Mr. Nice Guy (live)  | Cooper, Bruce                         | 3:07  |
| 7. | My Stars (live)              | Cooper, Ezrin                         | 7:32  |

| No  | Titre                                               | Auteur                                | Durée |
| --- | --------------------------------------------------- | ------------------------------------- | ----- |
| 8.  | Unfinished Sweet (live)                             | Cooper, Bruce, Smith                  | 6:01  |
| 9.  | Sick Things (live)                                  | Cooper, Bruce, Ezrin                  | 3:16  |
| 10. | Dead Babies (live)                                  | Cooper, Bruce, Buxton, Dunaway, Smith | 2:58  |
| 11. | I Love the Dead (live)                              | Cooper, Ezrin                         | 4:48  |
| 12. | Coal Black Model T                                  | Cooper, Dunaway                       | 2:28  |
| 13. | Son of Billion Dollar Babies (Generation Landslide) | Cooper, Bruce, Buxton, Dunaway, Smith | 3:45  |
| 14. | Slick Black Limousine                               | Cooper, Dunaway                       | 4:26  |

- Piste 1 à 11 sont enregistrées à Houston et à Dallas le 28 avril 1973 et le 29 avril 1973.
- Piste 12 est la première version de Slick Black Limousine.
- Pistes 13 et 14 sont des titres inédits, chutes de l'album Billion Dollar Babies.

## Composition du groupe
- Alice Cooper — chant
- Glen Buxton — guitare solo
- Michael Bruce — guitare rythmique, claviers, chœurs
- Dennis Dunaway — basse, chœurs
- Neal Smith — batterie, chœurs

### Musiciens additionnels
- Donovan — chœurs sur Billion Dollar Babies
- Steve Hunter — guitare
- Dick Wagner — guitare
- Mick Mashbir — guitare
- Bob Dolin — claviers
- Bob Ezrin — claviers, production

## Charts
Charts album
| Pays                          | Meilleure position | Nombre de semaines | Réf    |
| ----------------------------- | ------------------ | ------------------ | ------ |
| Allemagne (GfK Entertainment) | 9e                 | 7                  | [ 10 ] |
| Australie (Go-Set top20)      | 3e                 | 15                 | [ 11 ] |
| Autriche (Ö3 Austria Top 40)  | 4e                 | 16                 | [ 12 ] |
| Canada (RPM 100)              | 2e                 | 37                 | [ 13 ] |
| États-Unis (Billboard 200)    | 1er                | 50                 | [ 14 ] |
| Norvège (VG-lista)            | 6e                 | 16                 | [ 15 ] |
| Royaume-Uni (UK Albums Chart) | 1er                | 23                 | [ 16 ] |
| Pays-Bas (Megacharts)         | 1re                | 17                 | [ 17 ] |

Charts singles
| Année | Chart             | Durée du classement | Position |
| ----- | ----------------- | ------------------- | -------- |
| 1972  | Hot 100           | 8 semaines          | 26e      |
| 1972  | UK Singles Chart  | 10 semaines         | 4e       |
| 1972  | Single Top 100    | 20 semaines         | 3e       |
| 1972  | RPM Top Singles   | 9 semaines          | 13e      |
| 1972  | Top 100           | 18 semaines         | 3e       |
| 1972  | Mega Top 50       | 11 semaines         | 5e       |
| 1973  | Ö3 Austria Top 40 | 12 semaines         | 3e       |
| 1973  | (W) Ultratop      | 8 semaines          | 23e      |
| 1973  | (V) Ultratop      | 8 semaines          | 21e      |

| Année | Chart             | Durée du classement | Position |
| ----- | ----------------- | ------------------- | -------- |
| 1973  | Hot 100           | 10 semaines         | 35e      |
| 1973  | UK Singles Chart  | 12 semaines         | 6e       |
| 1973  | Single Top 100    | 13 semaines         | 13e      |
| 1973  | Ö3 Austria Top 40 | 8 semaines          | 16e      |
| 1973  | (W) Ultratop      | 3 semaines          | 39e      |
| 1973  | (V) Ultratop      | 5 semaines          | 19e      |
| 1973  | RPM Top Singles   | 10 semaines         | 18e      |
| 1973  | Top 100           | 9 semaines          | 58e      |
| 1973  | Mega Top 50       | 8 semaines          | 6e       |

| Année | Chart             | Durée du classement | Position |
| ----- | ----------------- | ------------------- | -------- |
| 1973  | Hot 100           | 12 semaines         | 25e      |
| 1973  | UK Singles Chart  | 10 semaines         | 10e      |
| 1973  | Single Top 100    | 10 semaines         | 14e      |
| 1973  | Ö3 Austria Top 40 | 4 semaines          | 14e      |
| 1973  | (W) Ultratop      | 3 semaines          | 40e      |
| 1973  | (V) Ultratop      | 6 semaines          | 20e      |
| 1973  | RPM Top Singles   | 10 semaines         | 38e      |
| 1973  | Mega Top 50       | 6 semaines          | 6e       |

| Année | Chart          | Durée du classement | Position |
| ----- | -------------- | ------------------- | -------- |
| 1973  | Hot 100        | 6 semaines          | 57e      |
| 1973  | Single Top 100 | 2 semaines          | 30e      |

## Certifications
| Pays       | Certification | Ventes      | Date       |
| ---------- | ------------- | ----------- | ---------- |
| Australie  | Or            | 35 000 +    | 2001       |
| Canada     | Or            | 50 000 +    | 19/07/2012 |
| États-Unis | Or            | 500 000 +   | 27/03/1976 |
| États-Unis | Platine       | 1 000 000 + | 13/10/1986 |